# Нюкасъл (Северна Ирландия)
Вижте пояснителната страница за други населени места с името Нюкасъл.
Нюка̀съл (на английски: Newcastle; на ирландски: An Caisleán Nua) е град в югоизточната част на Северна Ирландия. Разположен е на брега на Ирландско море в залива Дъндръм Бей около устието на река Шимна в район Даун на графство Даун, на около 40 km южно от столицата Белфаст. Има малко пристанище. Населението му е 7444 жители по данни от преброяването през 2001 г.